# Sulów (przystanek kolejowy)
Sulów – przystanek kolejowy w Górach w powiecie kraśnickim, w województwie lubelskim.

## Ruch pasażerski
| Rok  | Wymiana pasażerska na dobę |
| ---- | -------------------------- |
| 2017 | 20-49                      |
| 2022 | 20-49                      |

W 2015 roku wybudowano nowy peron przystanku, po przeciwnej stronie znajdującego się tu przejazdu kolejowo-drogowego.